# Holoarctia fumata
Holoarctia fumata là một loài bướm đêm thuộc phân họ Arctiinae, họ Erebidae.